# Silvia Soler Espinosa
Pour les articles homonymes, voir Espinosa.
Sílvia Soler Espinosa, née le 19 novembre 1987 à Elche, est une joueuse de tennis espagnole, professionnelle depuis 2006.

## Carrière
Sílvia Soler Espinosa passe professionnelle en 2006. Elle doit attendre 2014 pour parvenir en finale d'un tournoi du Circuit WTA, perdant en finale contre la Portoricaine Mónica Puig lors des Internationaux de Strasbourg.
En 2016, elle échoue une nouvelle fois en finale du Tournoi de Bogota contre l'Américaine Irina Falconi.

## Palmarès

### Titre en simple dames
Aucun

### Finales en simple dames
| No | Date       | Nom et lieu du tournoi                   | Catégorie | Dotation  | Surface      | Vainqueure    | Score         |          |
| -- | ---------- | ---------------------------------------- | --------- | --------- | ------------ | ------------- | ------------- | -------- |
| 1  | 19-05-2014 | Internationaux de Strasbourg, Strasbourg | Intern'l  | 250 000 $ | Terre (ext.) | Mónica Puig   | 6-4, 6-3      | Parcours |
| 2  | 11-04-2016 | Claro Open Colsanitas, Bogota            | Intern'l  | 250 000 $ | Terre (ext.) | Irina Falconi | 6-2, 2-6, 6-4 | Parcours |

### Titre en double dames
| No | Date       | Nom et lieu du tournoi     | Catégorie | Dotation  | Surface    | Partenaire     | Finalistes                             | Score            |          |
| -- | ---------- | -------------------------- | --------- | --------- | ---------- | -------------- | -------------------------------------- | ---------------- | -------- |
| 1  | 18-08-2014 | Connecticut Open New Haven | Premier   | 710 000 $ | Dur (ext.) | Andreja Klepač | Marina Erakovic Arantxa Parra Santonja | 7-5, 4-6, [10-7] | Parcours |

### Finale en double dames
| No | Date       | Nom et lieu du tournoi          | Catégorie | Dotation  | Surface    | Vainqueures                      | Partenaire          | Score             |          |
| -- | ---------- | ------------------------------- | --------- | --------- | ---------- | -------------------------------- | ------------------- | ----------------- | -------- |
| 1  | 24-02-2014 | Brasil Tennis Cup Florianópolis | Intern'l  | 250 000 $ | Dur (ext.) | Anabel Medina Yaroslava Shvedova | Francesca Schiavone | 7-61, 2-6, [10-3] | Parcours |

### Finale en double en WTA 125
| No | Date       | Nom et lieu du tournoi | Catégorie | Dotation  | Surface      | Vainqueures                     | Partenaire       | Score    |          |
| -- | ---------- | ---------------------- | --------- | --------- | ------------ | ------------------------------- | ---------------- | -------- | -------- |
| 1  | 05-06-2018 | Croatia Bol Open Bol   | WTA 125   | 115 000 $ | Terre (ext.) | Mariana Duque Mariño Wang Yafan | Barbora Štefková | 6-3, 7-5 | Parcours |

## Parcours en Grand Chelem

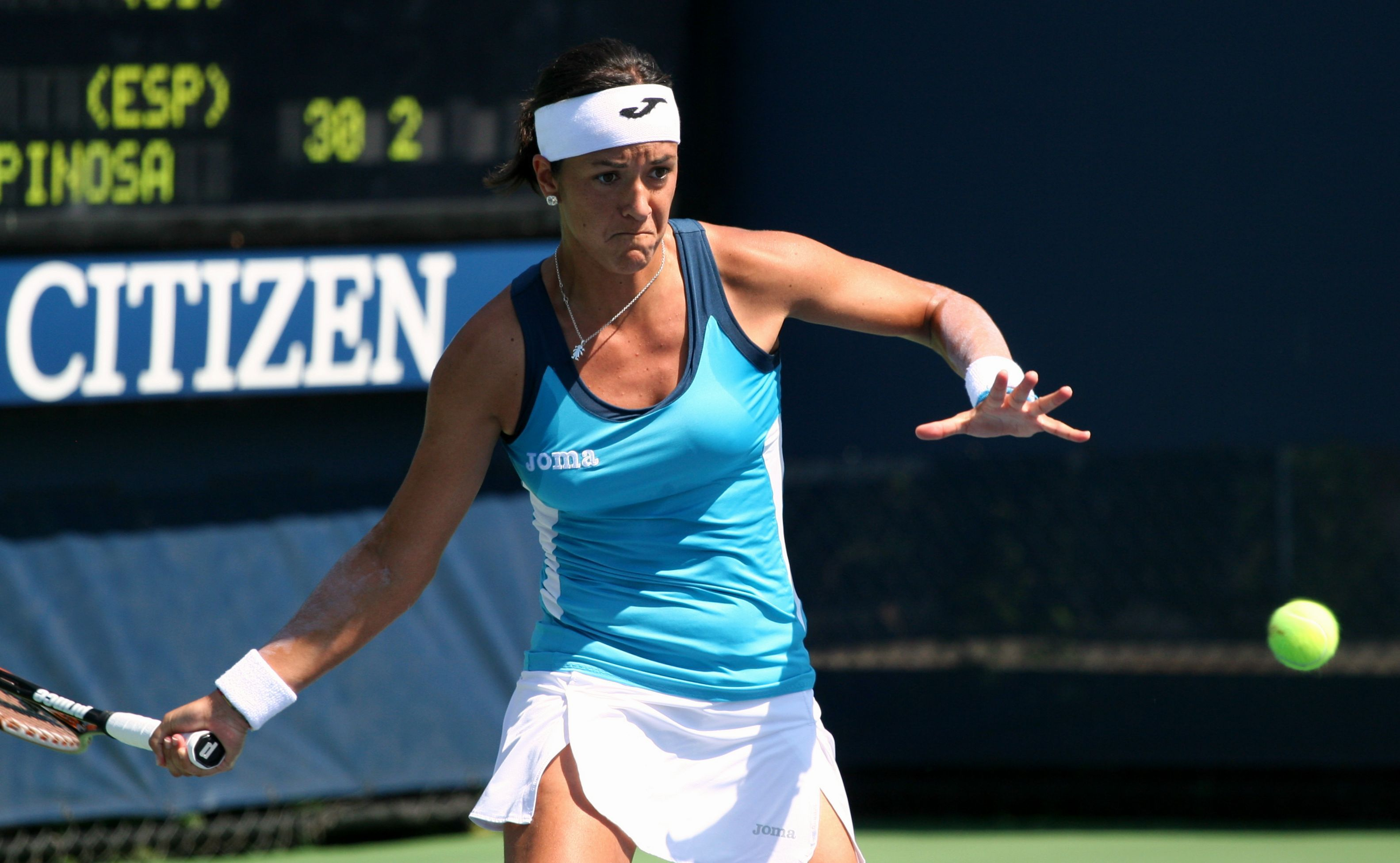
Silvia Soler Espinosa lors du tournoi de l'US Open de 2011.

### En simple dames
| Année | Open d'Australie | Open d'Australie      | Internationaux de France | Internationaux de France | Wimbledon      | Wimbledon            | US Open         | US Open             |
| ----- | ---------------- | --------------------- | ------------------------ | ------------------------ | -------------- | -------------------- | --------------- | ------------------- |
| 2008  | —                | —                     | —                        | —                        | —              | —                    | Q1              | Hsieh Su-wei        |
| 2009  | Q2               | Stefanie Vögele       | Q1                       | Mariana Duque Mariño     | Q2             | Alberta Brianti      | Q1              | Anna Tatishvili     |
| 2010  | Q1               | Yuliana Fedak         | Q2                       | Chanelle Scheepers       | Q1             | Anastasia Pivovarova | Q2              | Stéphanie Dubois    |
| 2011  | Q1               | Julia Glushko         | 2e tour (1/32)           | Li Na                    | Q3             | Marina Erakovic      | 3e tour (1/16)  | Carla Suárez        |
| 2012  | 1er tour (1/64)  | Sloane Stephens       | —                        | —                        | 2e tour (1/32) | Vera Zvonareva       | 3e tour (1/16)  | Tsvetana Pironkova  |
| 2013  | 1er tour (1/64)  | Roberta Vinci         | 2e tour (1/32)           | Alizé Cornet             | 2e tour (1/32) | Mónica Puig          | 1er tour (1/64) | Agnieszka Radwańska |
| 2014  | 1er tour (1/64)  | Tsvetana Pironkova    | 3e tour (1/16)           | Kiki Bertens             | 2e tour (1/32) | Eugenie Bouchard     | 1er tour (1/64) | Irina-Camelia Begu  |
| 2015  | 2e tour (1/32)   | Sara Errani           | 2e tour (1/32)           | Petra Kvitová            | 2e tour (1/32) | Timea Bacsinszky     | Q2              | Misa Eguchi         |
| 2016  | —                | —                     | 1er tour (1/64)          | Timea Bacsinszky         | Q1             | Luksika Kumkhum      | —               | —                   |
| 2017  | Q1               | Bethanie Mattek-Sands | Q1                       | Beatriz Haddad Maia      | —              | —                    | Q1              | Kateryna Bondarenko |
| 2018  | Q2               | Viktorija Golubic     | —                        | —                        | Q1             | Ysaline Bonaventure  | Q2              | Mona Barthel        |
| 2019  | Q1               | Olga Govortsova       | —                        | —                        | —              | —                    | —               | —                   |

N.B. : à droite du résultat se trouve le nom de l'ultime adversaire.

### En double dames
| Année | Open d'Australie              | Open d'Australie        | Internationaux de France      | Internationaux de France | Wimbledon                    | Wimbledon                  | US Open                         | US Open                     |
| ----- | ----------------------------- | ----------------------- | ----------------------------- | ------------------------ | ---------------------------- | -------------------------- | ------------------------------- | --------------------------- |
| 2012  | 2e tour (1/16) C. Suárez      | G. Dulko F. Pennetta    | -                             | -                        | -                            | -                          | 2e tour (1/16) C. Suárez        | N. Llagostera M.J. Martínez |
| 2013  | 1/4 de finale C. Suárez       | E. Makarova E. Vesnina  | 1er tour (1/32) C. Suárez     | Chan H.-c. D. Jurak      | 3e tour (1/8) C. Suárez      | A. Hlaváčková L. Hradecká  | 1er tour (1/32) C. Suárez       | S. Williams V. Williams     |
| 2014  | 1/4 de finale S. Peer         | R. Kops-Jones A. Spears | 1er tour (1/32) F. Schiavone  | L. Hradecká M. Krajicek  | 1er tour (1/32) F. Schiavone | J. Gajdošová Ar. Rodionova | 1er tour (1/32) H. Watson       | Alison Riske C. Vandeweghe  |
| 2015  | 3e tour (1/8) M.T. Torró Flor | E. Makarova E. Vesnina  | 1/4 de finale M.T. Torró Flor | E. Makarova E. Vesnina   | 1er tour (1/32) A. Dulgheru  | G. Muguruza C. Suárez      | 1er tour (1/32) M.T. Torró Flor | N. Gibbs T. Townsend        |
| 2016  | 1er tour (1/32) A. Dulgheru   | Y. Shvedova S. Stosur   | -                             | -                        | -                            | -                          | -                               | -                           |

Sous le résultat, la partenaire ; à droite, l'ultime équipe adverse.

## Parcours en «Premier Mandatory» et «Premier 5»
Découlant d'une réforme du circuit WTA inaugurée en 2009, les tournois WTA « Premier Mandatory » et « Premier 5 » constituent les catégories d'épreuves les plus prestigieuses, après les quatre levées du Grand Chelem.

### En simple dames
| Année |       |                 |                              |                              |                              |                               |                            |       |             |                             |  |                           |
| Doha  | Dubaï | Indian Wells    | Miami                        | Madrid                       | Rome                         | Canada                        | Cincinnati                 | Pékin |             | Tokyo                       |  |                           |
| Doha  | Dubaï | Indian Wells    | Miami                        | Madrid                       | Rome                         | Canada                        | Cincinnati                 | Pékin | Wuhan       |                             |  |                           |
| Doha  | Dubaï | Indian Wells    | Miami                        | Madrid                       | Rome                         | Canada                        | Cincinnati                 | Pékin | Guadalajara |                             |  |                           |
| 2009  |       | Hors calendrier |                              |                              |                              | 1er tour (1/32) A. Kleybanova |                            |       |             |                             |  |                           |
| 2012  |       |                 | Hors catégorie               | 2e tour (1/32) R. Vinci      | 3e tour (1/16) A. Radwańska  | 2e tour (1/16) Li N.          | 2e tour (1/16) A. Ivanović |       |             |                             |  | 1er tour (1/32) K. Kanepi |
| 2013  |       |                 | Hors catégorie               | 2e tour (1/32) C. Suárez     | 2e tour (1/32) S. Cîrstea    | 1er tour (1/32) K. Mladenovic |                            |       |             | 1er tour (1/32) M. Doi      |  |                           |
| 2014  |       |                 | Hors catégorie               | 2e tour (1/32) A. Cornet     | 1er tour (1/64) C. Scheepers | 1er tour (1/32) G. Muguruza   |                            |       |             | 1er tour (1/32) S. Williams |  |                           |
| 2015  |       | Hors catégorie  |                              | 1er tour (1/64) D. Gavrilova | 1er tour (1/64) V. Azarenka  | 1er tour (1/32) Ka. Plíšková  |                            |       |             |                             |  |                           |
| 2017  |       | Hors catégorie  | 1er tour (1/32) L. Siegemund |                              |                              |                               |                            |       |             |                             |  |                           |
| 2018  |       |                 | Hors catégorie               |                              |                              | 1er tour (1/32) S. Stephens   |                            |       |             |                             |  |                           |

Sous le résultat, l’ultime adversaire.
1. 1 2   Les tournois de Doha et Dubaï alternent le statut de tournoi WTA 1000 (ex Premier 5) entre 2009 et 2023 : les trois premières éditions ont lieu à Dubaï, les trois suivantes à Doha, puis Dubaï accueille le tournoi de cette catégorie les années impaires et Dubaï les années paires. De 2011 à 2023, la ville qui n’accueille pas de WTA 1000 organise à la place un tournoi WTA 500 (ex Premier).
2. 1 2 3 4 5 6 7 8   L’ordre de déroulement des tournois a évolué depuis 2009 : Rome se dispute avant Madrid et Cincinnati avant Montréal/Toronto jusqu’en 2010, tandis que Tokyo/Wuhan/Guadalajara ont lieu avant Pékin jusqu’en 2023.

### En double dames
| 2009                                                                                |                                                                                  |                                                                     |   |                                                                           |                                                                           |   |   |   |   |   |   |                                                                             |                                                                     |   |   |   |   |   |  |  |
| —                                                                                   | —                                                                                | —                                                                   | — | 1er tour (1/16) Salerni \|\| style="text-align:left;" \| Chuang Mirza     | —                                                                         | — | — | — |   |   | — | —                                                                           | —                                                                   | — | — | — | — | — |  |  |
| 2010                                                                                |                                                                                  |                                                                     |   |                                                                           |                                                                           |   |   |   |   |   |   |                                                                             |                                                                     |   |   |   |   |   |  |  |
| —                                                                                   | —                                                                                | —                                                                   | — | 1er tour (1/16) García \|\| style="text-align:left;" \| Ruano Shaughnessy | —                                                                         | — | — | — |   |   | — | —                                                                           | —                                                                   | — | — | — | — | — |  |  |
| 2012                                                                                |                                                                                  |                                                                     |   |                                                                           |                                                                           |   |   |   |   |   |   |                                                                             |                                                                     |   |   |   |   |   |  |  |
| —                                                                                   | —                                                                                | —                                                                   | — | 1er tour (1/16) Suárez \|\| style="text-align:left;" \| Görges Stosur     | —                                                                         | — |   |   | — | — | — | —                                                                           | —                                                                   | — | — | — | — | — |  |  |
| 2013                                                                                |                                                                                  |                                                                     |   |                                                                           |                                                                           |   |   |   |   |   |   |                                                                             |                                                                     |   |   |   |   |   |  |  |
| —                                                                                   | —                                                                                | —                                                                   | — | 1/2 finale Suárez \|\| style="text-align:left;" \| Black Erakovic         | 2e tour (1/8) Suárez \|\| style="text-align:left;" \| Mladenovic Pennetta |   |   | — | — | — | — | 1er tour (1/16) Zakopalová \|\| style="text-align:left;" \| Begu Govortsova | 2e tour (1/8) Dushevina \|\| style="text-align:left;" \| Hsieh Peng | — | — |   |   |   |  |  |
| 2014                                                                                |                                                                                  |                                                                     |   |                                                                           |                                                                           |   |   |   |   |   |   |                                                                             |                                                                     |   |   |   |   |   |  |  |
| 1er tour (1/16) Rosolska \|\| style="text-align:left;" \| Kleybanova Pavlyuchenkova | 1er tour (1/16) Rosolska \|\| style="text-align:left;" \| Cîrstea Pavlyuchenkova | 2e tour (1/8) Schiavone \|\| style="text-align:left;" \| Hsieh Peng |   |                                                                           |                                                                           |   | — | — |   |   |   |                                                                             |                                                                     |   |   |   |   |   |  |  |

N.B. : le nom de la partenaire se trouve sous le résultat ; les noms des ultimes adversaires se trouvent à droite.

## Parcours aux Jeux olympiques

### En simple dames
| # | Date       | Nom de l'olympiade             | Surface      | Résultat        | Ultime adversaire | Score    |          |
| - | ---------- | ------------------------------ | ------------ | --------------- | ----------------- | -------- | -------- |
| 1 | 28/07/2012 | Olympic Tennis Event Wimbledon | Gazon (ext.) | 1er tour (1/32) | Heather Watson    | 6-2, 6-2 | Parcours |

## Parcours en Fed Cup
| #                                                                       | Date       | Lieu       | Surface      | Gagnante(s)                           | Perdante(s)                                | Score         |          |
|                                                                         |            |            |              |                                       |                                            |               |          |
| 2012 - 1er tour (groupe mondial) - Russie - Espagne - 3 : 2             |            |            |              |                                       |                                            |               |          |
| 1                                                                       | 04/02/2012 | Moscou     | Dur (int.)   | Maria Sharapova                       | Sílvia Soler Espinosa                      | 6-2, 6-1      | Parcours |
| 1                                                                       | 04/02/2012 | Moscou     | Dur (int.)   | Svetlana Kuznetsova                   | Sílvia Soler Espinosa                      | 6-2, 4-6, 6-3 | Parcours |
|                                                                         |            |            |              |                                       |                                            |               |          |
| 2012 - Barrage (groupe mondial I) - Espagne - Slovaquie - 2 : 3         |            |            |              |                                       |                                            |               |          |
| 2                                                                       | 21/04/2012 | Marbella   | Terre (ext.) | Sílvia Soler Espinosa                 | Daniela Hantuchová                         | 7-65, 6-4     | Parcours |
| 2                                                                       | 21/04/2012 | Marbella   | Terre (ext.) | Dominika Cibulková                    | Sílvia Soler Espinosa                      | 6-4, 6-4      | Parcours |
|                                                                         |            |            |              |                                       |                                            |               |          |
| 2013 - 1er tour (groupe mondial II) - Espagne - Ukraine - 3 : 1         |            |            |              |                                       |                                            |               |          |
| 3                                                                       | 09/02/2013 | Alicante   | Terre (ext.) | Sílvia Soler Espinosa                 | Lesia Tsurenko                             | 7-5, 6-4      | Parcours |
|                                                                         |            |            |              |                                       |                                            |               |          |
| 2013 - Barrage (groupe mondial I) - Espagne - Japon - 4 : 0             |            |            |              |                                       |                                            |               |          |
| 4                                                                       | 20/04/2013 | Barcelone  | Terre (ext.) | Sílvia Soler Espinosa                 | Ayumi Morita                               | 6-2, 6-3      | Parcours |
|                                                                         |            |            |              |                                       |                                            |               |          |
| 2014 - 1er tour (groupe mondial) - Espagne - République tchèque - 2 : 3 |            |            |              |                                       |                                            |               |          |
| 5                                                                       | 08/02/2014 | Séville    | Terre (ext.) | Lucie Šafářová                        | Sílvia Soler Espinosa                      | 4-6, 6-1, 6-3 | Parcours |
| 5                                                                       | 08/02/2014 | Séville    | Terre (ext.) | Andrea Hlaváčková Barbora Z. Strýcová | Sílvia Soler Espinosa Carla Suárez Navarro | 7-67, 6-3     | Parcours |
|                                                                         |            |            |              |                                       |                                            |               |          |
| 2014 - Barrage (groupe mondial I) - Espagne - Pologne - 2 : 3           |            |            |              |                                       |                                            |               |          |
| 6                                                                       | 19/04/2014 | Barcelone  | Terre (ext.) | Agnieszka Radwańska                   | Sílvia Soler Espinosa                      | 6-2, 6-2      | Parcours |
| 6                                                                       | 19/04/2014 | Barcelone  | Terre (ext.) | Sílvia Soler Espinosa                 | Urszula Radwańska                          | 6-1, 6-3      | Parcours |
| 6                                                                       | 19/04/2014 | Barcelone  | Terre (ext.) | Agnieszka Radwańska Alicja Rosolska   | Anabel Medina Sílvia Soler Espinosa        | 6-4, 6-2      | Parcours |
|                                                                         |            |            |              |                                       |                                            |               |          |
| 2015 - 1er tour (groupe mondial II) - Roumanie - Espagne - 3 : 2        |            |            |              |                                       |                                            |               |          |
| 7                                                                       | 07/02/2015 | Galați     | Dur (int.)   | Simona Halep                          | Sílvia Soler Espinosa                      | 6-2, 6-1      | Parcours |
| 7                                                                       | 07/02/2015 | Galați     | Dur (int.)   | Irina-Camelia Begu                    | Sílvia Soler Espinosa                      | 6-2, 6-4      | Parcours |
|                                                                         |            |            |              |                                       |                                            |               |          |
| 2017 - Barrage (groupe mondial I) - France - Espagne - 4 : 0            |            |            |              |                                       |                                            |               |          |
| 8                                                                       | 22/04/2017 | Roanne     | Terre (int.) | Kristina Mladenovic                   | Sílvia Soler Espinosa                      | 6-0, 6-1      | Parcours |
|                                                                         |            |            |              |                                       |                                            |               |          |
| 2019 - 1er tour (groupe mondial II) - Japon - Espagne - 2-3             |            |            |              |                                       |                                            |               |          |
| 9                                                                       | 09/02/2019 | Kitakyūshū | Dur (int.)   | Kurumi Nara                           | Sílvia Soler Espinosa                      | 7-63, 6-4     | Parcours |

## Classements WTA en fin de saison
| Année          | 2003 | 2004 | 2005 | 2006 | 2007 | 2008 | 2009 | 2010 | 2011 | 2012 | 2013 | 2014 | 2015 | 2016 | 2017 | 2018 | 2019 |
| Rang en simple | 958  | 689  | 484  | 428  | 309  | 187  | 183  | 170  | 82   | 83   | 82   | 68   | 142  | 128  | 223  | 177  | 678  |
| Rang en double | –    | –    | –    | 288  | 429  | 381  | 321  | 387  | 454  | 177  | 48   | 45   | 71   | 205  | 94   | 168  | –    |

Source : (en) Classements de Silvia Soler Espinosa sur le site officiel de la Fédération internationale de tennis